# 格林威 (澳大利亚首都領地)
格林威，是澳大利亚堪培拉圖格拉農區的一個郊區，郵政編號是2900。郊區以建筑师弗朗西斯·格林威（Francis Greenway，1777-1837）命名，1986年10月17日刊登宪报正式命名。

格林威毗邻坎巴、萬尼亞薩、奧克斯利、蒙納士和博尼通郊区。格林威以阿瑟隆公路和德雷克福德公路为界。郊區後方是烏蘭比山自然保护区和馬蘭比吉河。

## 人口
2016年人口普查中，格林威人口是1,894人。57.2%人口在澳大利亚出生。其次是印度，占13.6%。64.8%人口在家只说英语。28.8%人口無信仰、20.2%人口信仰天主教、13.4%印度教和10.1%普世聖公宗信徒。 

## 外部鏈接
- 地名搜索——澳大利亚地球科学